# Heckler & Koch MP5
Heckler & Koch MP5, HK MP5 (нім. Maschinenpistole 5 — пістолет-кулемет, модель № 5) — родина пістолетів-кулеметів, розроблених німецьким виробником стрілецької зброї, фірмою Heckler & Koch (HK) в 1960-х роках на основі HK G3, стала першим пістолетом-кулеметом, розробленим в Німеччині після Другої світової війни. Нині використовується правоохоронними органами та загонами спеціального призначення у понад 50 країнах світу. Разом з Узі належить до найпоширеніших пістолетів-кулеметів у світі.
Пістолети-кулемети родини MP5 модульні. Окрім стандартної моделі, MP5A, існує дві основні версії: MP5K (K від нім. kurz — короткий), що підходить для прихованого носіння, та MP5SD (від нім. Schalldämpfer — глушник) має вбудований глушник, придатний для стрільби набоями з надзвуковою початковою швидкістю кулі.

## Історія
Інженери фірми Heckler & Koch Тіло Мьолер (Tilo Möller), Манфред Гурінг, Георг Задль, та Гельмут Бауройтер в 1964 році почали роботу над «Проектом-64». Перші прототипи отримали маркування «MP64» відповідно до року початку розробки. Пізніше прототип отримав маркування MP54. Ця назва була вибрана згідно зі старою системою нумерації моделей фірми: число «5» визначало зброю як пістолет-кулемет, а число «4» визначало що пістолет-кулемет створений під набій 9x19 мм Парабелум. Сучасне маркування, «MP5», цей пістолет-кулемет отримав після того, як в середині 1966 року, уряд ФРН прийняв його на озброєння поліції та прикордонної служби як нім. Maschinenpistole 5, або скорочено MP5. Завдяки використанню пістолета-кулемета німецьким контртерористичним загоном GSG 9, який був частиною прикордонної служби, аналогічні спеціальні підрозділи інших західних країн отримали можливість ознайомитися з його характеристиками.
Через розповсюджене застосування бронежилетів майбутній розвиток MP5 залишався під питанням. Для розширення області можливих застосувань пістолетів-кулеметів були створені різні відгалуження: малокаліберної особистої зброї самооборони (англ. Personal Defense Weapon (PDW)), наприклад HK MP7, і компактні карабіни, такі як M4, АКС-74У, G36C — укорочений варіант автомата HK G36, та XM8, також заснований на G36. Головним об'єктом критики є висока вартість MP5 — ціна автомата приблизно 900 доларів США за MP5N (армійський/поліцейський варіант). Фірма Heckler & Koch пропонує заміщення лінійки MP5 більш дешевою моделлю HK UMP, яка доступна у варіантах під набої .45 ACP, .40 S&W та 9x19 мм Парабелум. Однак оскільки UMP використовує простішу автоматику з вільним затвором, він не може бути гідним конкурентом для MP5 у вимогливих стрільців.
Найвідоміша контртерористична операція, в якій було задіяно цю зброю — Операція «Німрод». 30 квітня 1980 року, у Великій Британії, бійці британського спецназу SAS, озброєні MP5, здійснили штурм будівлі Іранського посольства в Лондоні, захопленого терористами.
MP5 були використані у масовому вбивстві, влаштованому в 2001 році принцом Непалу Діпендрою, в якому загинула вся королівська родина, включаючи батьків Діпендри — короля Непалу Бірендру та королеву Айшварію.

## Конструкція

### Огляд
Автоматика MP5 діє за принципом напіввільного затвора, стрільба ведеться із закритого затвора. Ударно-спусковий механізм куркового типу забезпечує ведення вогоню в автоматичному й поодинокому режимах. Запобіжник одночасно є перевідником режиму вогню. Його важіль розташований біля руків'я керування вогнем з лівого боку. При встановленні на запобіжник блокується спусковий гачок і курок, що забезпечує безпеку в поводженні зі зброєю.
Замикання затвора в передньому положенні здійснюється роликами, що одночасно грають роль прискорювача затвора. Така конструкція дозволила знизити відбій і підвищити купчастість стрільби. Приціл барабанного типу, діоптричний або відкритий (вибирається поворотом барабану цілика).

### Глушник

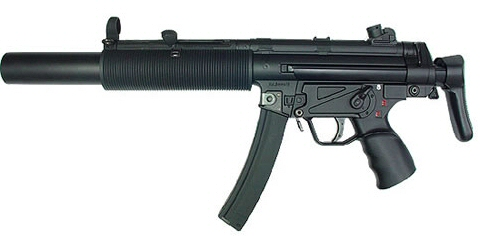
MP5SD3: Варіант MP5 з вбудованим глушником та висувним металевим прикладом.

Heckler & Koch виготовляє декілька варіантів MP5 із вбудованим глушником.
В 1974 році був представлений MP5SD. Ця модель має вбудований глушник. Для можливості використання стандартних набоїв, на відміну від стандартних MP5, його ствол має 30 отворів та охоплений двома камерами глушника. Завдяки відбору частини порохових газів початкова швидкість кулі досягає близько 280 м/c, що усуває звуковий удар від подолання кулею звукового бар'єру та дозволяє використання зброї в приміщеннях. Глушник також приховує спалах порохових газів — ще одна перевага при використанні в темряві. В патенті на глушник вказано, що пристрій зменшує гучність від пострілу до 70 дБ

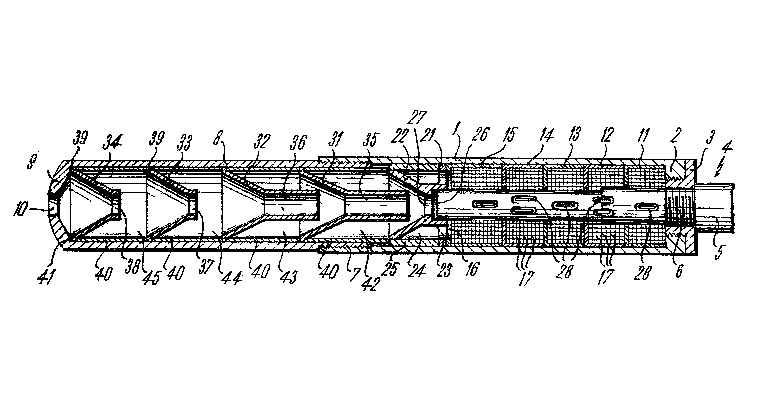
Креслення з патенту на глушник Геклер і Кох для надзвукових набоїв. Насправді, отвори в стволі для відведення газів розташовані інакше, аніж вказано на цьому креслені.

Глушник містить дві камери. Перша охоплює ствол, до неї відводяться гази через 30 невеликих отворів в стволі. Гази закручуються, втрачають частину швидкості, охолоджуються та потрапляють до другої камери. В другій камері гази знову закручуються, розширюються, втрачають частину швидкості та виходять в атмосферу. Глушник вироблений зі сплаву алюмінію та має довжину 30 см, його можна знімати для чистки зброї. В стандартному глушнику не передбачена можливість використання, якщо він заповнений водою. Модель MP5SD-N «Navy» має глушник схожих розмірів з нержавіючої сталі в якому передбачена така можливість.
Попри можливість використання дозвукових набоїв в MP5SD, не рекомендується використання набоїв з вагою кулі менше 140 гранів. Використання дозвукових набоїв також не має сенсу, оскільки гучність пострілу в порівнянні зі стандартними набоями буде близько 1 дБ, але куля втрачає 16-24% швидкості, а з нею й енергію.
Існує сім модифікацій MP5SD:
- у MP5SD1 ствольна коробка закрита затильником без прикладу;
- MP5SD2 має постійний приклад;
- MP5SD3 має висувний металевий приклад;
- MP5SD4, MP5SD5 та MP5SD6 є варіантами SD1, SD2 та SD3 з режимами стрільби чергами по три постріли відповідно.
- MP5SD-N «Navy» аналогічна MP5SD3 але мушка має тритієву точку, спусковий механізм амбідекстерний, а глушник відрізняється від інших моделей та виробляється з нержавіючої сталі. Розроблена в 1986 році для загонів спеціального призначення ВМС США.

Моделі MP5-N «Navy», MP5K-N, MP5K-PDW, MP5/10 та MP5/40 мають різьблення на стволі для можливості приєднання глушника. В цьому випадку необхідне використання спеціальних, дозвукових набоїв для уникнення шуму від подолання кулею звукового бар'єру. Глушник зменшує звуковий тиск до 30-35 дБ. При використанні стандартних, надзвукових набоїв, глушник приховує спалахи від порохових газів, але залишиться шум через подолання кулею звукового бар'єру. В деяких випадках нагвинчений глушник може підвищити влучність вогню. Оскільки, на відміну від MP5SD, в цих моделях MP5 ствол не має додаткових отворів для відведення порохових газів, швидкість кулі не зменшується.

## Переваги
- Висока енергія кулі, а відповідно і забійна та пробивна дії кулі.
- Руків'я має вдалі нахил і форму, що дозволяє надійно утримувати зброю. Розміщення прапорця запобіжника та режиму вогню поблизу нього дозволяє зручно їх перемикати, не послаблюючи захвату руків'я.
- Можливість використання прицілів різних типів, глушника і бойового ліхтаря розширює можливості зброї.
- Фосфатне покриття деталей робить зброю стійкою до несприятливих зовнішніх умов.
- Зброя легко розбирається для чищення й змащування.
- Висока надійність.

## Недоліки
- Відносно високий темп вогню, що веде до розсіювання куль за стрільби з нестійких положень.
- Мала вдаростійкість. При випадковому падінні може пошкодитись барабанний приціл.
- Чутливість до забруднення.
- Менш бажаний для пістолетів-кулеметів режим вогню з переднього шептала (закритого затвора), що веде до двоцентровості влучань за автоматичного вогню.

## Варіанти

### Огляд
| Родина MP5 | Родина MP5                        | Родина MP5        | Родина MP5    | Родина MP5         | Родина MP5        |
| A | A                                 | A                 | SD            | SD                 | SD                |
| --- | --------------------------------- | ----------------- | ------------- | ------------------ | ----------------- |
| без прикладу | фіксований приклад                | складаний приклад | без прикладу  | фіксований приклад | складаний приклад |
| MP5A1 | MP5A2                             | MP5A3             | MP5SD1        | MP5SD2             | MP5SD3            |
| MP5A1 (NT) | MP5A2 (NT)                        | MP5A3 (NT)        | MP5SD1 (NT)   | MP5SD2 (NT)        | MP5SD3 (NT)       |
| MP5A1 (012) | MP5A2 (012)                       | MP5A3 (012)       | MP5SD1 (012)  | MP5SD2 (012)       | MP5SD3 (012)      |
| MP5A1 (0125) | MP5A2 (0125)                      | MP5A3 (0125)      | MP5SD1 (0125) | MP5SD2 (0125)      | MP5SD3 (0125)     |
| MP5A1 (013) | MP5A2 (013)                       | MP5A3 (013)       | MP5SD1 (013)  | MP5SD2 (013)       | MP5SD3 (013)      |
| MP5A1 (0135) | MP5A4 (0135)                      | MP5A5 (0135)      | MP5SD4 (0135) | MP5SD5 (0135)      | MP5SD6 (0135)     |
| напівавтоматичні варіанти | спеціалізовані військові варіанти | інший калібр      | K             | K                  | K                 |
| MP5SFA2 | MP5-N                             | MP5/10            | MP5K (NT)     | MP5K               | MP5KA5 (0135)     |
| MP5SFA3 | MP5F                              | MP5/40            | MP5K (012)    | MP5KA1             |                   |
| |                                   |                   | MP5K (0125)   | MP5K (w/bc)        |                   |
| Інші | Інші                              | Інші              | MP5K (013)    | MP5K-N             |                   |
| MP5PT | SP89                              | HK53              | MP5K4 (0135)  | MP5K (PDW)         |                   |
| A = Стандартний варіант, SD = Інтегрований глушник, K = Вкорочений варіант |                                   |                   |               |                    |                   |
| без («цифри») = запобіжник, напівавтоматичний та автоматичний режим, (NT) = військово-морський ударно-спусковий механізм, SF = напівавтомат (одиночні постріли), (0) = запобіжник, (1) = напівавтомат, (2) = черга на два постріли, (3) = черга на три постріли, (5) = автоматичний режим, |                                   |                   |               |                    |                   |
| PDW = складний, w/bc = для атташе-кейсу, KA1, KA5 = фіксований приціл, можливе використання оптичного прицілу |                                   |                   |               |                    |                   |
| /40 = Калібр .40 S&W, /10 = Калібр 10 mm Auto (в обох випадках магазин на 30 набоїв), PT = для тренувань з пластиковими набоями, SP89 = напівавтоматичний (спортивний) пістолет, HK53 = Калібр 5,56 × 45 mm NATO                                                                           |                                   |                   |               |                    |                   |

### Порівняльні характеристики різних варіантів
| Зразок                            | MP5 A2/A4           | MP5 A3/A5           | MP5 K/KA4           | MP5KA1/KA5          | MP5 SD1/SD4         | MP5 SD2/SD5         | MP5 SD3/SD6         |
| Патрон                            | 9 × 19 мм Парабелум | 9 × 19 мм Парабелум | 9 × 19 мм Парабелум | 9 × 19 мм Парабелум | 9 × 19 мм Парабелум | 9 × 19 мм Парабелум | 9 × 19 мм Парабелум |
| Маса зброї без магазина, кг       | 2,54                | 3,08                | 2                   | 2                   | 2,8                 | 3,1                 | 3,4                 |
| Довжина загальна, мм              | 680                 | 700                 | -                   | -                   | -                   | -                   | 780                 |
| Довжина з складеним прикладом, мм | -                   | 550                 | 325                 | 325                 | 550                 | -                   | -                   |
| Довжина ствола, мм                | 225                 | 225                 | 115                 | 115                 | 146                 | 146                 | 146                 |
| Ширина зброї, мм                  | 50                  | 50                  | 60                  | 50                  | 60                  | 60                  | 60                  |
| Висота зброї, мм                  | 260                 | 260                 | 210                 | 210                 | 210                 | 210                 | 210                 |
| Довжина прицільної лінії, мм      | 340                 | 340                 | 260                 | 190                 | 340                 | 340                 | 340                 |
| Темп стрільби, пострілів/хв       | 800                 | 800                 | 900                 | 900                 | 800                 | 800                 | 800                 |
| Початкова швидкість кулі, м/c     | 400                 | 400                 | 375                 | 375                 | 285                 | 285                 | 285                 |
| Енергія кулі, Дж                  | 650                 | 650                 | 570                 | 570                 | 380                 | 380                 | 380                 |

### MP5PT
Модель MP5PT виготовляється у варіантах А3 та А4. Однак вона вже знята з виробництва. Зовні вона відрізняється синім маркуванням та написом «only plastic training» (лише для тренування пластиковими набоями). Модель призначена для набоїв 9 × 19 мм PT, які ведуть вогонь пластиковими кулями з початковою швидкістю близько 1000 м/с. Оскільки вага кулі дуже маленька, вона стрімко втрачає швидкість та енергію (на виході з дула 210 Дж, через 25 метрів близько 10 Дж), тому ефективна відстань вогню (пласка траекторія) дорівнює 10 м, максимальна відстань до 125 м. Пластикові набої мають синій рукав з базою латуні і синє дно, так що вони нагадують, на перший, погляд оболонкові кулі.
Затвор відрізняється від інших моделей MP5. В літературі можна зустріти відмінні описання змін. В одних джерелах загадане лише модифікований патронник, в інших сказано, що MP5PT має простий затвор.
За словами співробітників Хеклер та Кох, ці моделі інколи використовують в літаках, оскільки пластикові кулі не такі небезпечні для пасажирів та устаткування літаків.

### MP5F
MP5F є варіантом MP5 з висувним прикладом для французької армії. В 1999 році було замовлено близько 35000 одиниць зброї. Зовнішньо різниця від інших моделей незначна: приклад має гумовий затильник 2.5 см завтовшки, також є антабки для кріплення ременя з обох боків. Додаткові кріплення мають полегшити шульгам роботу зі зброєю.
Оскільки у французькій армії використовується потужніший набій, так званий +Р+, в цій моделі використані посилені деталі. Зокрема, тут посилена бойова пружина та вдосконалений ударник.

### SP 89
Як зброя для прихованого носіння. Для цивільного ринку був створений «спортивний пістолет» 89 (Sport-Pistole; SP 89). Ця модель є аналогом міні-узі. З меншими розмірами за звичайний MP5 або MP5K та можливістю вести вогонь з однієї руки, ця модель стала відповіддю на потреби ринку. Ствольна коробка довша ствола, інакше не було б можливості утримувати пістолет перед магазином. Відомо лише про моделі без можливості ведення вогню чергами. SP 89 можна обладнати додатковим дерев'яним руків'ям та ударно-спусковим механізмом PSG 1. Також можна встановити оптичний приціл. Використання висувного прикладу, однак, не передбачене.

### HK 53
До родини пістолетів-кулеметів MP5 належить також і HK 53. Створена під набій 5,56×45 мм НАТО, ця модель швидше є «молодшим братом» автомата HK 33. Однак, Heckler & Koch представляє його як пістолет-кулемет з більшою дальністю та забійною силою. Досі його поставляли лише в іноземні поліцейські підрозділи, зокрема до США (Mobile Security Division), Чилі, Таїланду, Малайзії та Туреччини.
Довжина HK 53 становить 563 мм (755 мм з розкладеним прикладом), а вага із спорядженим магазином на 40 набоїв становить 3,65 кг. Ствол 211 мм завдовжки, в каналі ствола зроблено шість, спрямованих праворуч, нарізів. Куля має початкову швидкість 750 м/с, темп вогню може теоретично сягати 700 пострілів/хв. На відміну від MP 5, прицілом передбачена відстань 400 м.

### Ліцензійне виробництво
MP5 виготовляють в щонайменше 14 країнах Світу. Зокрема, його виготовляють у Саудівській Аравії, Мексиці, Пакистані, Великій Британії та Туреччині. Греція також має ліцензію, однак виробництво досі не налагоджене.
Швейцарська компанія Brügger & Thomet розробила в 1996—2007 роки напівавтомат BT 96 на основі MP5, у Німеччині ця зброя не продається.
Турецьке державне підприємство MKEK з 1967 року виготовляє продукцію за ліцензією Heckler & Koch.
У Німеччині пропонується як мисливська та спортивна зброя модель MKE T94, з можливістю вести вогонь лише пострілами поодинці, за ціною 2000 €. Зброя має фіксований приклад, діоптричний приціл і полум'ягасник. На відміну від автоматів, магазин має місткість лише 2 або 10 набоїв.
В Німеччині пропонують за схожу ціну моделі BT 96 виробництва Schwaben Arms, BWT 5 виробництва Beitler Waffentechnik та OA5 від Obrlandarms. Ці моделі мають стволи виробництва MKEK, решта складових виробництва інших фірм. У фаховій літературі напівавтомати називають пістолетом-карабіном.
Аби запобігти можливості модифікації напівавтоматів заміною складових у повноцінні кулемети, в залежності від моделі, внесено зміни до кріплення магазина, затворної рами, ударника, або ударно-спусковий механізм закріплено так, щоб неможливо було його зняти.
Зокрема, виробництво налагоджене у:
- Велика Британія: ліцензійне виробництво Royal Small Arms Factory.[12]
- Греція: ліцензійне виробництво EAS (Ellinika Amyntika Systimata: «Грецькі оборонні системи»).[13]
- Іран: DIO виготовляє за ліцензією під назвою Tondar (MP5A3) та Tondar Light (MP5K).[12]
- КНР: Norinco виготовляє неліцензійні копії MP5A4 під назвою NR-08[14] та NR-08A,[15] та MP5A5 під назвою CS/LS3.[16]
- Люксембург: виробництво за ліцензією налагоджене на Luxembourg Defence Technology із використанням складових виробництва POF
- Мексика: ліцензійне виробництво SEDENA.[17]
- Пакистан: ліцензійне виробництво Pakistan Ordnance Factories[18] as the MP5P and also POF-5.[19][20]
- Саудівська Аравія: ліцензійне виробництво Al Kharj Arsenal, Military Industries Corporation.[21]
- Судан: виробництво на Military Industry Corporation під назвою Tihraga (MP5A3), є клоном іранського Tondar.[22]
- Туреччина: виробництво на MKEK.[23]
- Франція: ліцензійне виробництво MAS під назвою MP5F.
- Швейцарія: ліцензійне виробництво Brügger & Thomet.[16]

## Оператори
- Таїланд: Сухопутні війська Таїланду
- Україна: Національна поліція України та спецпризначенці загону оперативного реагування Державної прикордонної служби («Дозор»)[24].

### Україна
Станом на серпень 2018 року керівництво Національної поліції розглядало можливість забезпечення поліцейських сучасними зразками зброї зупиняючої дії. Зокрема, голова Національної поліції Сергій Князєв повідомив, що «Ми маємо бажання придбати і перевести всю поліцію на автомати MP5». У березні 2019 року в інтерв'ю виданню «Сегодня» він підтвердив наміри керівництва МВС на 90 % замінити радянське озброєння пістолетами-кулеметами MP5. Коментуючи цю заяву «Німецькій хвилі» (Deutsche Welle), речник компанії Heckler & Koch Флоріан Бокерманн визнав постачання Україні зброї, подібної MP5 чи якоїсь іншої, «фактично неможливим». Водночас джерела «Українського мілітарного порталу» повідомили, що планується закупити пістолети-кулемети турецького виробництва, компанії MKEK.
В травні 2019 року стало відомо про остаточне рішення замінити автомати Калашникова на пістолети-кулемети HK MP5 на озброєнні Національної поліції України.

## Інше

MP5 на логотипі німецької ліворадикальної терористичної організації RAF. Інколи ЗМІ помилково називали зображену зброю АК-47.

- HK MP5 присутній на логотипі заснованої в 1970 р. німецької ліворадикальної терористичної організації Фракція Червоної Армії (RAF). Достеменно невідомо, чи мала організація в розпорядженні цю зброю. Також нез'ясованим залишається питання, чому було обрано саме MP5, яким були озброєні західні служби безпеки та німецька поліція, а не радянський автомат АК-47, який вважався символом партизанських рухів.
- Через виразно відмінний вигляд, MP5 найпопулярніша модель пістолетів-автоматів в кіно, на телебаченні, та відеоіграх.[29] Фігурує у південнокорейському серіалі "Гра у кальмара", як зброя солдат у рожевих комбінезонах з трикутником на масці. У 2 сезоні МП5 використовується особливо часто. У останній серії його називають "кулеметом" і один з героїв, колишній корейський спецпризначенець, який знаходиться у процесі зміни статі, навіть коротко розповідає іншим гравцям-повстанцям, як ним користуватися.
- За даними протоколів загону спеціального призначення (SWAT) Космічного центру імені Кеннеді здійснила 571 000 пострілів з одного MP5A3. При цьому довелось замінити лише зношені невеликі деталі. Для порівняння: в більшості керівництв з догляду за MP5 зазначений максимальний ресурс пострілів не перевищує 40 000.